# Jean-Marie Joubert
Pour les articles homonymes, voir Joubert.
Jean-Marie Joubert (né le 9 mai 1932 à Saint-Thomas-de-Conac et mort le 22 août 2014 à Jonzac) est un coureur cycliste français, actif des années 1940 à 1970.

## Biographie
Jean-Marie Joubert débute en cyclisme à l'Athletic Club de Boulogne-Billancourt en 1948.
En 1952, il est sélectionné en équipe de France pour les Jeux olympiques, disputés à Helsinki. Avec ses coéquipiers français, il se classe quatrième de la poursuite par équipes sur piste. En 1955, il remporte notamment deux étapes du Tour d'Égypte.
Il est coureur professionnel de 1955 à 1959, sans obtenir toutefois de résultats notables. Redescendu indépendant, il s'installe dans la ferme familiale à Saint-Thomas-de-Conac et continue à écumer les courses amateurs jusqu'en 1971.
Après sa carrière cycliste, Jean-Marie Joubert subit une grave insuffisance rénale, qui le contraint à suivre trois dialyses par semaine pendant plusieurs années. Il meurt dans son sommeil le 21 août 2014 à Jonzac.

## Palmarès sur route
- 1953
  - Grand Prix de l'US Nanterre[5]
  - 2e du Grand Prix d'Ablon-sur-Seine
  - 2e du Circuit de Boulogne
  - 3e du Circuit de Billancourt
- 1954
  - Circuit de Billancourt[5]
  - 3e de Paris-Rouen
  - 3e de Paris-Bléneau
- 1955
  - 4e et 6e étapes du Tour d'Égypte
  - Grand Prix de Boulogne[5]
- 1965
  - 2e du Grand Prix de la Tomate

## Palmarès sur piste

### Jeux olympiques
- Helsinki 1952
  - 4e de la poursuite par équipes